# Spilotragus ornatus
Spilotragus ornatus är en skalbaggsart som först beskrevs av Charles Joseph Gahan 1898.  Spilotragus ornatus ingår i släktet Spilotragus och familjen långhorningar.
Artens utbredningsområde är Kenya. Inga underarter finns listade i Catalogue of Life.